# EasyPeasy
EasyPeasy (dawniej Ubuntu EEE) – system operacyjny dla netbooków (Eee PC z procesorem Atom). EasyPeasy wykorzystuje powszechnie znane zamknięte oprogramowanie, zamiast stosować wolne i otwarte alternatywy (np. Skype zamiast Ekiga), jeśli deweloperzy dystrybucji uważają, że oferuje ono lepszą funkcjonalność.

## Charakterystyka
1. Bazowanie na najnowszym wydaniu Ubuntu.
2. Wsparcie dla wielu netbooków.
3. Pre-instalowanie niektórych powszechnie używanych aplikacji i kodeków, takich jak Adobe Flash i MP3
4. Wykorzystanie znanego oprogramowania zamkniętego, zamiast otwartoźródłowych alternatyw
5. Dążenie do realizacji funkcji takich jak Social Desktop i automatyczna synchronizacja plików

## Historia
Ubuntu Eee została założona przez Jona Ramvi w grudniu 2007 roku. W tym czasie było tylko kilka skryptów, które zmodyfikowano w standardowej instalacji Ubuntu w celu zapewnienia obsługi Eee PC firmy Asus. W czerwcu 2008 r. Ubuntu Eee 8.04 zostało wydane jako samodzielna dystrybucja, bezpośrednio obsługująca Eee PC, oparta na Ubuntu 8.04. W dniu 5 września wydano wersję 8.04.1 z nowym jądrem Linux, nowym interfejsem użytkownika i Flashem 10.
Nazwę dystrybucji zmieniono na EasyPeasy w styczniu 2009 roku i zanotowano ponad pół miliona pobrań z głównego serwera.

## Znak towarowy
10 września 2008 Canonical poinformowało Jona Ramvi przez e-mail, że projekt stosuje nazwy (Ubuntu Eee), adresy i loga które są znakami towarowymi firmy Canonical. W odpowiedzi na to właściciele projektu zapowiedzieli, że wykorzystają nową nazwę Ion, ale później okazało się, że nie można jej stosować, gdyż jest to niezarejestrowany znak towarowy. Ostatecznie wybrano nazwę EasyPeasy i pod taką nazwą 5 stycznia 2009 wydano wersję 1.0.

## Historia wydań
| Wersja            | Funkcje | Rok wydania      |
| ----------------- | --- | ---------------- |
| Ubuntu Eee 8.04   | Sterowniki dla EeePC, Skype | Czerwiec 2008    |
| Ubuntu Eee 8.04.1 | Obsługa większej liczby sprzętu i netbooków, obsługa Flasha, Cheese i interfejsu netbooków | Wrzesień 2008    |
| EasyPeasy 1.0     | Obsługa większej liczby sprzętu i netbooków, Java, Songbird | 5 stycznia 2009  |
| EasyPeasy 1.1     | Nowy wygląd (ikon, tapet, logowania i ekranu startowego), poprawki i uaktualnienia (Flash, Songbird itp.) | 20 kwietnia 2009 |
| EasyPeasy 1.5     | Nowy wygląd, zoptymalizowane jądro Linux (w wersji 2.6.30), szybsze uruchamianie, obsługa większej liczby netbooków, obraz hybrydowy (oba.img i.iso w tym samym czasie), wiele poprawek i aktualizacji oprogramowania (Picasa, OpenOffice.org 3.1 itd.), Ubuntu 9.04 jako baza, zmniejszenie ilości zajmowanego miejsca dysku, domyślnie korzysta z nowego systemu plików ext4, i UXA, Banshee domyślnym odtwarzaczem muzyki zamiast Songbird | 31 sierpnia 2009 |